# Domkyrkokontraktet, Linköpings stift
Domkyrkokontraktet är ett kontrakt i Linköpings stift inom Svenska kyrkan. Kontraktet bildades 1 januari 2017 genom en namnändring av kontraktet Domprosteriet.
Kontraktskoden är 0201.
Kontraktet består av ett pastorat, Linköpings domkyrkopastorat, och följande församlingar:
- Gottfridsberg
- Landeryd
- Berga
- Domkyrkoförsamlingen
- Johannelund
- Ryd
- S:t Lars
- Skäggetorp

1 januari 2022 bildades Tannefors församling genom utbrytning ur Linköpings S:t Lars församling

## Kontraktsprostar
| Ämbetstid | Namn                 | Levnadstid | Kommentarer |
| --------- | -------------------- | ---------- | ----------- |
| 2017–     | Catharina Helmersson | 1958–      | [ 2 ]       |